# برایان امبومو
برایان امبومو (انگلیسی: Bryan Mbeumo؛ زادهٔ ۷ اوت ۱۹۹۹) بازیکن فوتبال اهل فرانسه است که در پست وینگر راست برای  باشگاه فوتبال منچستر یونایتد و تیم ملی کامرون بازی می‌کند.
امبومو محصول آکادمی تروا است و دوران حرفه‌ای بزرگسال خود را با این باشگاه آغاز کرد. او در سال ۲۰۱۹ به برنتفورد پیوست و عضوی از تیمی بود که در سال ۲۰۲۱ به لیگ برتر انگلیس صعود کرد.
امبومو در رده‌های جوانان برای تیم ملی فرانسه بازی کرد و نخستین بازی ملی بزرگسال خود را برای کامرون در سال ۲۰۲۲ انجام داد. او یکی از اعضای تیم ملی کامرون در جام جهانی ۲۰۲۲ بود.

## دوران باشگاهی

### تروآ
امبومو که بازیکنی چپ‌پا با تمایل به بازی در سمت راست است، در سن ۱۴ سالگی به آکادمی باشگاه تروآ پیوست و در فصل ۱۷–۲۰۱۶ به تیم ذخیرهٔ باشگاه راه یافت. او عضو تیم زیر ۱۹ سال تروآ بود که قهرمان جام گامباردلا در سال ۲۰۱۸ شد و در فینال در استاد دو فرانس دو گل به ثمر رساند. امبومو نخستین بازی حرفه‌ای خود را در پیروزی ۱–۰ برابر متز در در ۱۷ فوریه ۲۰۱۸ در لیگ ۱ فرانسه انجام داد و در ادامه آن فصل سه بار دیگر نیز به میدان رفت؛ فصلی که در پایان آن، متز به لیگ ۲ سقوط کرد. این سقوط، فرصت بیشتری برای امبومو فراهم کرد تا در ترکیب اصلی قرار گیرد. او در فصل ۱۹–۲۰۱۸ در ۴۰ بازی به میدان رفت و ۱۱ گل به‌ثمر رساند. تروآ در آن فصل در مرحلهٔ نیمه‌نهایی پلی‌آف صعود به لیگ ۱ شکست خورد. امبومو در اوت ۲۰۱۹ پس از انجام ۴۶ بازی و به‌ثمر رساندن ۱۲ گل، از تروآ جدا شد.

### برنتفورد

#### ۲۰۲۱–۲۰۱۹
در ۵ اوت ۲۰۱۹، امبومو با قراردادی پنج‌ساله و با مبلغ ۵٫۸ میلیون پوند، که رکورد برنتفورد در آن زمان بود، به این باشگاه پیوست. او در فصل ۲۰–۲۰۱۹ در ۴۷ بازی ۱۶ گل به‌ثمر رساند؛ فصلی که با شکست در دیدار نهایی پلی‌آف چمپیونشیپ پایان یافت. این عملکرد باعث شد او در جوایز فوتبال لندن ۲۰۲۰، در دو بخش بازیکن سال و بازیکن جوان سال لیگ فوتبال انگلستان نامزد شود." در فصل ۲۱–۲۰۲۰ که تحت تأثیر همه‌گیری کووید-۱۹ قرار داشت، شمار گل‌هایش کاهش یافت اما با ۴ گل و ۱۰ پاس گل، دوباره برای جایزهٔ بازیکن سال نامزد شد. امبومو فصل را با ۴۹ بازی و ۸ گل به‌ پایان رساند؛ فصلی که با صعود برنتفورد از طریق فینال پلی‌آف چمپیونشیپ همراه بود.

#### ۲۰۲۲–۲۰۲۱
امبومو فصل ۲۲–۲۰۲۱ را در کنار ایوان تونی به عنوان مهاجم آغاز کرد. او تا هفتهٔ یازدهم لیگ برتر انگلستان، دو گل به‌ثمر رساند و هفت‌بار توپ را به تیر دروازه کوبید. او در ۸ ژانویهٔ ۲۰۲۲ نخستین هت‌تریک دوران حرفه‌ای‌اش را برابر پورت‌ویل در جام حذفی ثبت کرد که اولین هت‌تریک یک بازیکن تعویضی در تاریخ باشگاه بود. امبومو سه هفته بعد، قراردادی چهار ساله با گزینهٔ تمدید یک‌ساله با برنتفورد امضا کرد. او در آن فصل، ۸ گل به‌ثمر رساند و با رافینیا رکورد بیشترین تعداد برخورد توپ به تیر دروازه (۷ بار) را به‌طور مشترک از آن خود کرد.

#### ۲۰۲۳–۲۰۲۲
در فصل ۲۳–۲۰۲۲، امبومو در برخی دیدارهای دوستانه پیش‌فصل در نقش وینگ‌بک به کار گرفته شد. او در این فصل در ۳۹ بازی ۹ گل زد که همگی در لیگ به‌ثمر رسیدند.

#### ۲۰۲۴–۲۰۲۳
در ابتدای فصل ۲۴–۲۰۲۳، امبومو در ترکیب خط حمله کنار یوآن ویسا و کوین شاده به میدان رفت. او در ماه‌های اوت و اکتبر ۵ گل در ۷ بازی به‌ثمر رساند و در هر دو ماه برای جایزهٔ بهترین بازیکن ماه لیگ برتر نامزد شد. در غیاب ایوان تونی، امبومو پنالتی‌زن اصلی برنتفورد شد. او دو گل دیگر نیز به‌ثمر رساند، اما در ۶ دسامبر دچار مصدومیت شدید مچ پا شد و پس از عمل جراحی، سه‌ماه از میادین دور بود.
امبومو فصل ۲۰۲۴–۲۰۲۳ را با ۲۷ بازی و ۹ گل به پایان رساند. 

#### ۲۰۲۵–۲۰۲۴
با جدایی ایوان تونی و مصدومیت بلندمدت ایگور تیاگو، خرید تازه‌وارد باشگاه، برایان امبومو و یوان ویسا در ماه‌های آغازین فصل ۲۵–۲۰۲۴ بار دیگر به مهره‌های اصلی خط حمله برنتفورد تبدیل شدند. درخشش امبومو در امر گلزنی باعث شد او در ماه‌های اوت، اکتبر و ژانویه فصل ۲۵–۲۰۲۴ نامزد دریافت عنوان بهترین بازیکن ماه لیگ برتر شود. او همچنین برای عملکرد درخشانش در ماه اکتبر، در فهرست نامزدهای جایزهٔ بازیکن ماه از نگاه هواداران لیگ برتر که از سوی اتحادیه فوتبالیست‌های حرفه‌ای (PFA) اهدا می‌شود نیز قرار گرفت.
او در این فصل در ۳۸ مسابقه به میدان رفت و ۲۰ گل به‌ثمر رساند.

### منچستر یونایتد
در ۲۱ ژوئیهٔ ۲۰۲۵، امبومو با امضای قراردادی تا سال ۲۰۳۰ با قابلیت تمدید برای یک سال دیگر، به باشگاه منچستریونایتد پیوست. 

## دوران ملی

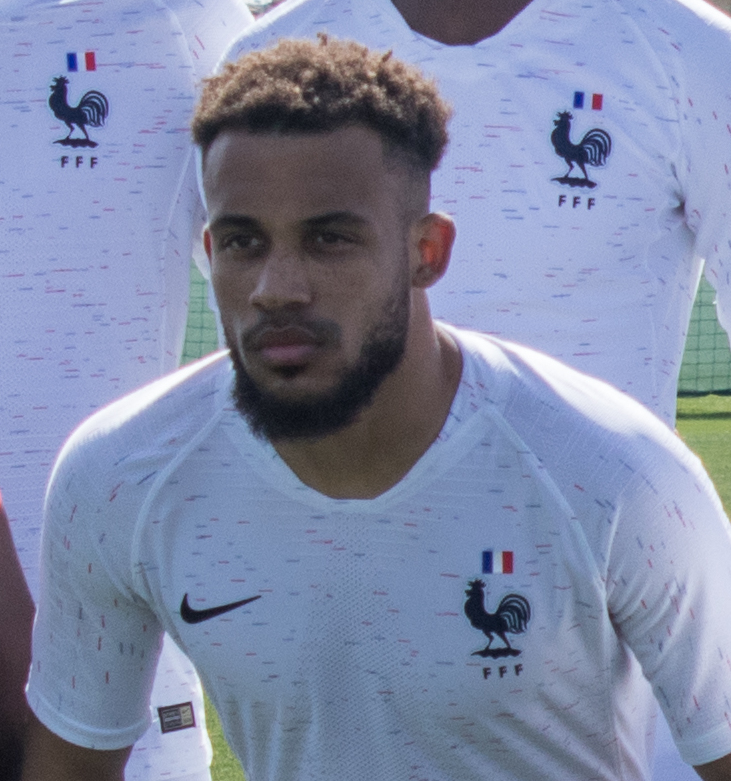
امبومو در ترکیب تیم ملی زیر ۲۰ سال فرانسه در سال ۲۰۱۹

امبومو ۱۰ بار برای تیم‌های ملی زیر ۱۷، زیر ۲۰ و زیر ۲۱ سال فرانسه به میدان رفت و یک گل به ثمر رساند.
او در اوت ۲۰۲۲، پس از دیداری با ساموئل اتوئو در لندن، تصمیم گرفت در رده بزرگسالان برای تیم ملی کامرون بازی کند..
او در فصل ۲۳–۲۰۲۲، ۹ بازی برای کامرون انجام داد و یک گل به ثمر رساند. سه بازی از این ۹ بازی مربوط به حضورش در جام جهانی فوتبال ۲۰۲۲ بود.
امبومو همچنین در سه بازی از چهار مسابقهٔ مقدماتی جام ملت‌های آفریقا ۲۰۲۳ به میدان رفت و یک گل زد، اما مصدومیت مانع حضورش در مرحلهٔ نهایی این رقابت‌ها شد.

## زندگی شخصی
پدر امبومو اهل کامرون و مادرش اهل فرانسه است.

## آمار حرفه‌ای

### باشگاهی
| باشگاه        | فصل           | لیگ           | لیگ  | لیگ | جام حذفی | جام حذفی | جام اتحادیه | جام اتحادیه | سایر | سایر | مجموع | مجموع |
| باشگاه        | فصل           | دسته          | بازی | گل  | بازی     | گل       | بازی        | گل          | بازی | گل   | بازی  | گل    |
| ------------- | ------------- | ------------- | ---- | --- | -------- | -------- | ----------- | ----------- | ---- | ---- | ----- | ----- |
| تروا B        | ۲۰۱۶–۱۷       | CFA ۲         | ۱۲   | ۵   | ―        | ―        | ―           | ―           | ―    | ―    | ۱۲    | ۵     |
| تروا B        | ۲۰۱۷–۱۸       | قهرمانی ملی ۳ | ۲۱   | ۹   | ―        | ―        | ―           | ―           | ―    | ―    | ۲۱    | ۹     |
| تروا B        | مجموع         | مجموع         | ۳۳   | ۱۴  | ―        | ―        | ―           | ―           | ―    | ―    | ۳۳    | ۱۴    |
| تروا          | ۲۰۱۷–۱۸       | لیگ ۱         | ۴    | ۰   | ۰        | ۰        | ۰           | ۰           | ―    | ―    | ۴     | ۰     |
| تروا          | ۲۰۱۸–۱۹       | لیگ ۲         | ۳۵   | ۱۰  | ۱        | ۰        | ۳           | ۱           | ۱    | ۰    | ۴۰    | ۱۱    |
| تروا          | ۲۰۱۹–۲۰       | لیگ ۲         | ۲    | ۱   | ―        | ―        | ―           | ―           | ―    | ―    | ۲     | ۱     |
| تروا          | مجموع         | مجموع         | ۴۱   | ۱۱  | ۱        | ۰        | ۳           | ۱           | ۱    | ۰    | ۴۶    | ۱۲    |
| برنتفورد      | ۲۰۱۹–۲۰       | چمپیونشیپ     | ۴۲   | ۱۵  | ۱        | ۰        | ۱           | ۰           | ۳    | ۱    | ۴۷    | ۱۶    |
| برنتفورد      | ۲۰۲۰–۲۱       | چمپیونشیپ     | ۴۴   | ۸   | ۰        | ۰        | ۲           | ۰           | ۳    | ۰    | ۴۹    | ۸     |
| برنتفورد      | ۲۰۲۱–۲۲       | لیگ برتر      | ۳۵   | ۴   | ۱        | ۳        | ۲           | ۱           | ―    | ―    | ۳۸    | ۸     |
| برنتفورد      | ۲۰۲۲–۲۳       | لیگ برتر      | ۳۸   | ۹   | ۰        | ۰        | ۱           | ۰           | ―    | ―    | ۳۹    | ۹     |
| برنتفورد      | ۲۰۲۳–۲۴       | لیگ برتر      | ۲۵   | ۹   | ۰        | ۰        | ۲           | ۰           | ―    | ―    | ۲۷    | ۹     |
| برنتفورد      | ۲۰۲۴–۲۵       | لیگ برتر      | ۳۴   | ۱۸  | ۱        | ۰        | ۳           | ۰           | ―    | ―    | ۳۸    | ۱۸    |
| برنتفورد      | مجموع         | مجموع         | ۲۱۸  | ۶۳  | ۳        | ۳        | ۱۱          | ۱           | ۶    | ۱    | ۲۳۸   | ۶۸    |
| مجموع کل حرفه | مجموع کل حرفه | مجموع کل حرفه | ۲۹۲  | ۸۸  | ۴        | ۳        | ۱۴          | ۲           | ۷    | ۱    | ۳۱۷   | ۹۴    |

1. ↑  شامل کوپ دو فرانس، جام حذفی انگلستان
2. ↑  شامل کوپ دو لا لیگ، جام اتحادیه انگلستان

### بین‌المللی
| تیم ملی | سال   | بازی | گل |
| ------- | ----- | ---- | -- |
| کامرون  | ۲۰۲۲  | ۶    | ۰  |
| کامرون  | ۲۰۲۳  | ۸    | ۳  |
| کامرون  | ۲۰۲۴  | ۶    | ۲  |
| کامرون  | ۲۰۲۵  | ۲    | ۱  |
| مجموع   | مجموع | ۲۲   | ۶  |

گل‌ها و نتایج ابتدا تعداد گل‌های کامرون را نشان می‌دهد، ستون امتیاز نشان‌دهنده نتیجه پس از هر گل امبومو است.
| شماره | تاریخ           | ورزشگاه                                   | حریف    | امتیاز | نتیجه | رقابت                          | منبع   |
| ----- | --------------- | ----------------------------------------- | ------- | ------ | ----- | ------------------------------ | ------ |
| ۱     | ۱۰ ژوئن ۲۰۲۳    | ورزشگاه اسنپ‌دراگون، سن دیگو، ایالات متحده | مکزیک   | ۱–۰    | ۲–۲   | دوستانه                        | [ ۳۴ ] |
| ۲     | ۱۲ سپتامبر ۲۰۲۳ | ورزشگاه رومده آجیا، گاروا، کامرون         | بوروندی | ۱–۰    | ۳–۰   | انتخابی جام ملت‌های آفریقا ۲۰۲۳ | [ ۳۵ ] |
| ۳     | ۱۷ نوامبر ۲۰۲۳  | ورزشگاه جاپوما، دوالا، کامرون             | موریس   | ۱–۰    | ۳–۰   | انتخابی جام جهانی ۲۰۲۶         | [ ۳۶ ] |
| ۴     | ۱۱ ژوئن ۲۰۲۴    | ورزشگاه ۱۱ نوامبر، لواندا، آنگولا         | آنگولا  | ۱–۰    | ۱–۱   | انتخابی جام جهانی ۲۰۲۶         | [ ۳۷ ] |
| ۵     | ۱۱ اکتبر ۲۰۲۴   | ورزشگاه جاپوما، دوالا، کامرون             | کنیا    | ۳–۱    | ۴–۱   | انتخابی جام ملت‌های آفریقا ۲۰۲۵ | [ ۳۸ ] |
| ۶     | ۲۵ مارس ۲۰۲۵    | ورزشگاه احمدو آهیدجو، یائونده، کامرون     | لیبی    | ۲–۰    | ۳–۱   | انتخابی جام جهانی ۲۰۲۶         |        |

## افتخارات
برنتفورد
- پلی‌آف چمپیونشیپ انگلستان ۲۰۲۱[۳۹]